# 세토다정
세토다정(瀬戸田町)은 히로시마현 히로시마현 오노미치시의 정이다. 도요타군 세토다정이 2006년 1월 10일 오노미치시로 편입합병되어 폐지되었다.

## 지리
세토내해에 떠 있는 게이요 제도의 이쿠구치섬의 대부분과 다카네섬으로 이루어져 있다. 이쿠구치섬 전체는 현재 오노미치시이지만 남동부는 구 인시마시 지역이며, 동쪽은 현재 오노미치시의 인노섬에 해당한다. 북쪽은 미하라시의 사키섬. 남쪽에서 서쪽으로 에히메현 이마바리시(愛媛県今治市)가 되며, 서쪽에 오미시마(大三島), 남쪽에 이와키시마(岩城島)와 에키카타섬(伯方島) 등이 있다. 마을의 서쪽 끝에는 표주박섬이 있지만, 북쪽 절반이 세토다마치 내에 해당한다.
예로부터 소금 생산이 이루어졌으며, 현재는 감귤류가 명물이다. 지형은 이쿠치섬 최고봉인 관음산(해발 472.3m)에서 뻗은 능선을 따라 남북으로 나뉘는데, 북쪽은 비교적 완만한 경사, 남쪽은 반대로 가파른 경사다.

## 역사
- 1889년 4월 1일 - 시정촌 시행으로 세토다정이 성립하였다.
  - 초대 세토다정 - 세토다 정과 사와촌이 합병해 성립하였다.
  - 니시이쿠구치촌 - 다루미즈 촌과 이쿠구치 후쿠다촌이 합병해 성립하였다.
  - 기타이쿠구치촌 - 하야시촌과 이쿠구치 나카노촌, 카타하라 촌이 합병해 성립하였다.
  - 미나미우구치촌 - 고데라촌, 미야하라 촌과 오기촌이 합병해 성립하였다.
  - 다카네시마촌
  - 나리카촌
- 1937년 4월 1일 - 초대의 세토다정과 니시우쿠치촌이 대등 합병해 2대 세토다 정이 성립하였다.
- 1944년 4월 1일 - 2대 세토다정과 기타이쿠구치·다카네지마·나리카 각 촌이 대등 합병해 3대 세토다정이 성립하였다.
- 1955년 4월 1일 - 3대 세토다정과 미나미우쿠치촌이 대등 합병해 4대 세토다정이 성립하였다.
- 1970년 7월 27일 - 다카네 대교가 개통되어 다카네섬과 이쿠치섬이 육지로 연결되었다.
- 1991년 12월 8일 - 이쿠구치대교가 개통되어 무카이시마, 인시마를 통해 이쿠구치섬과 다카네섬이 육지로 연결되었다.
- 1999년 5월 1일 - 니시세토자동차도(세토우치시마나미카이도)가 개통되어 시코쿠와 육지로 연결된다. [4] 2004년 2월 14일 - 오오세토우치(大江戸内)고속도로 개통
- 2004년 2월 14일 - 대규모 산불이 발생하여 인섬을 포함한 391ha가 소실되었다. 히로시마현 헤이세이(平成) 연간 최대 규모.
- 2006년 1월 10일 - 인접한 인섬과 함께 오노미치시에 편입되어 소멸하였다.

## 경제
- 농업은 감귤·레몬·팔삭·네이블 등의 감귤류 재배가 이루어지고 있다.
- 이 밖에 바다와 접해 있어 조선업과 어업(낙지 등)도 주력 산업이 되고 있다.

## 교통

### 도로
- 니시세토 자동차도
- 국도 제317호선 (일본)(일본어판)